# Пугач палеарктичний
Пу́гач палеаркти́чний або пу́гач звича́йний (Bubo bubo), птах з родини Совові (Strigidae). Один з 13 видів роду, єдиний вид роду у фауні України. В Україні осілий птах.

## Опис

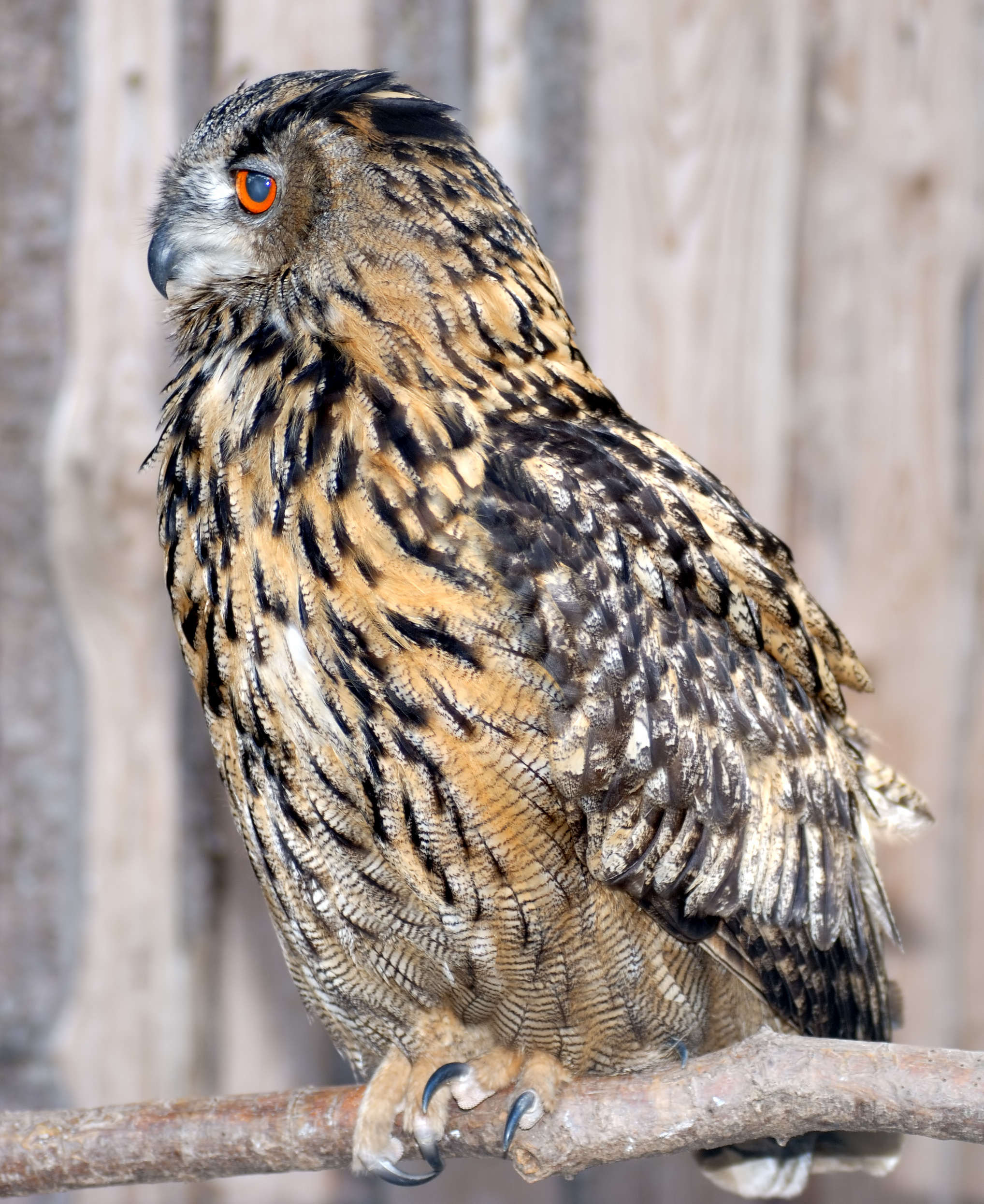

Одна з найбільших сов, яка поступається у розмірах лише рибному пугачу. Легко розпізнається за своїми розмірами, темним дзьобом, опереними до кігтів лапами та пір'євими «вушками», які нахилені назовні. У дорослого птаха верх темно-бурий з жовтуватими і білуватими плямами, низ вохристий з темно-бурими широкими поздовжніми рисками. Молодий птах має подібне забарвлення. Має загальну довжину 62—72 см, з розмахом крил 150—180 см; при довжині крил 41—52 см важить 2,1—3,2 кг. Очі великі, круглої форми з чорними зіницями.

## Ареал виду та його поширення в Україні
Гніздиться в Європі, Північній Азії — на півночі до меж лісу, на сході до Якутії, Сахаліну, Японії, на півдні до Північної Африки, Аравії, Південного Китаю. На території України номінативний підвид B. b. bubo заселяє північні і західні райони, а південно-руський B. b. interpositus — схід країни (переважно Луганську обл.).

## Чисельність і причини її зміни
Європейська популяція виду оцінюється у 19—38 тис. пар . В Україні налічують близько 200 пар, з них не менше 110 пар на сході країни. Приблизно на половині постійних гніздових ділянок розмноження не спостерігається, можливо, через те, що один з птахів пари гине. На чисельність негативно впливають переслідування людиною, розлякування самок на ранніх стадіях насиджування (кидають кладку), загибель на ЛЕП.

## Особливості біології
Осілий птах. Активний у сутінках і вночі. Токування відбувається наприкінці зими. Гніздиться по глухих ярах, берегових урвищах, скельних виходах, рідше в лісах і на болотах. Яйця відкладає в кінці лютого — на початку березня. Гнізда влаштовує на глухих ділянках лісів, байраків чи скельних виходів на землі в нішах, на виступах або під коріннями дерев і чагарників. У кладці 2—5 (частіше 3) яйця. Насиджує самка 33—35 діб. Пташенята у першому пуховому вбранні мають біле забарвлення. Пташенята виходять з гнізд вже у травні, літати починають лише у другій половині червня. Спектр живлення пугача дуже різноманітний, переважають птахи, дрібні гризуни та їжаки.
Голос у пугача потужний, звуки він видає гучні і оглушливі. Тихої безвітряної вночі голос пугача можна чути на відстані в 4 км. 

## Охорона

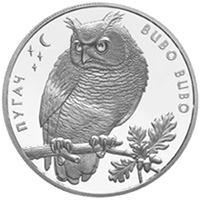
Ювілейна монета НБУ присвячена пугачу

Включено до Червоної книги України (1994, 2009) (статус — рідкісний), до Конвенції з міжнародної торгівлі вимираючими видами дикої фауни і флори (CITES) (Додаток ІІ), Бернської (Додаток ІІ) конвенцій. В Україні охороняється на гніздуванні в Карпатському та Поліському заповідниках. Для збереження виду необхідно посилити контроль за незаконним відстрілом у мисливський сезон.

## Галерея

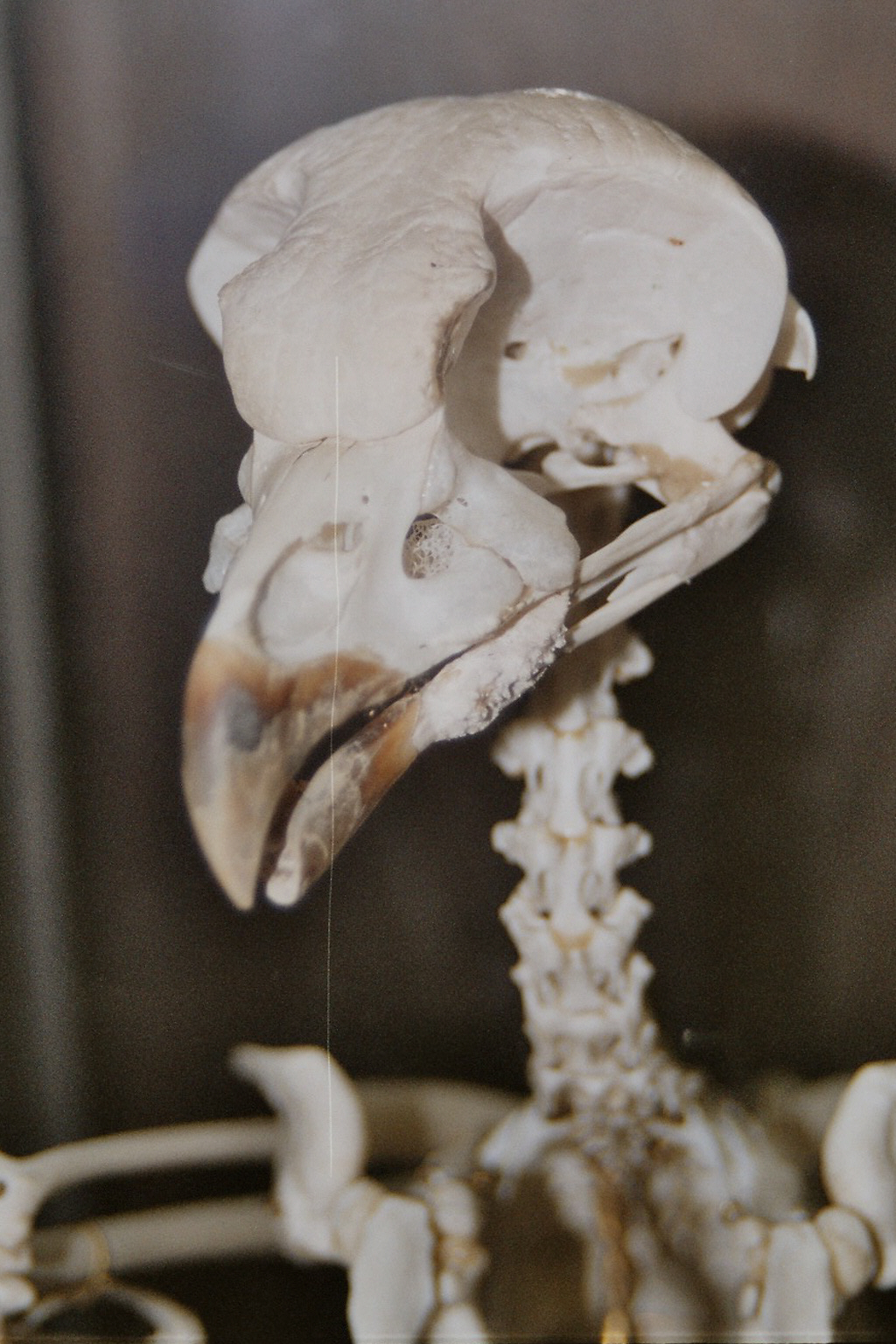
Череп пугача
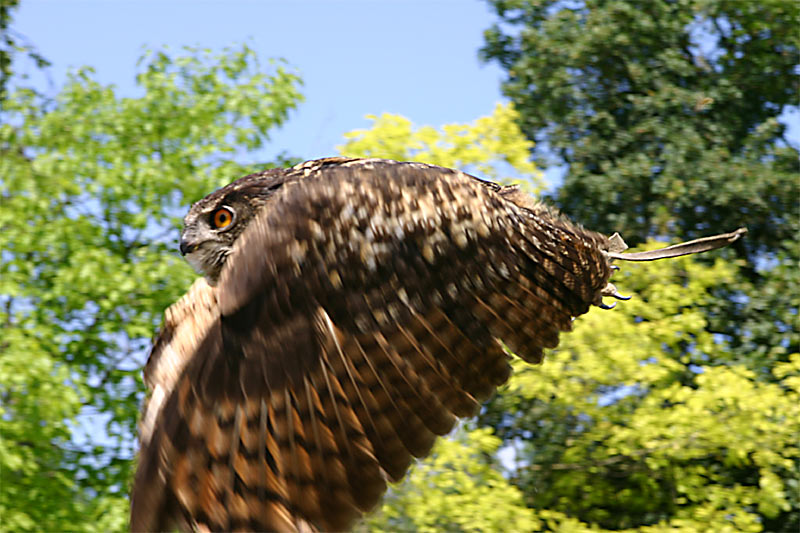
Пугач у польоті
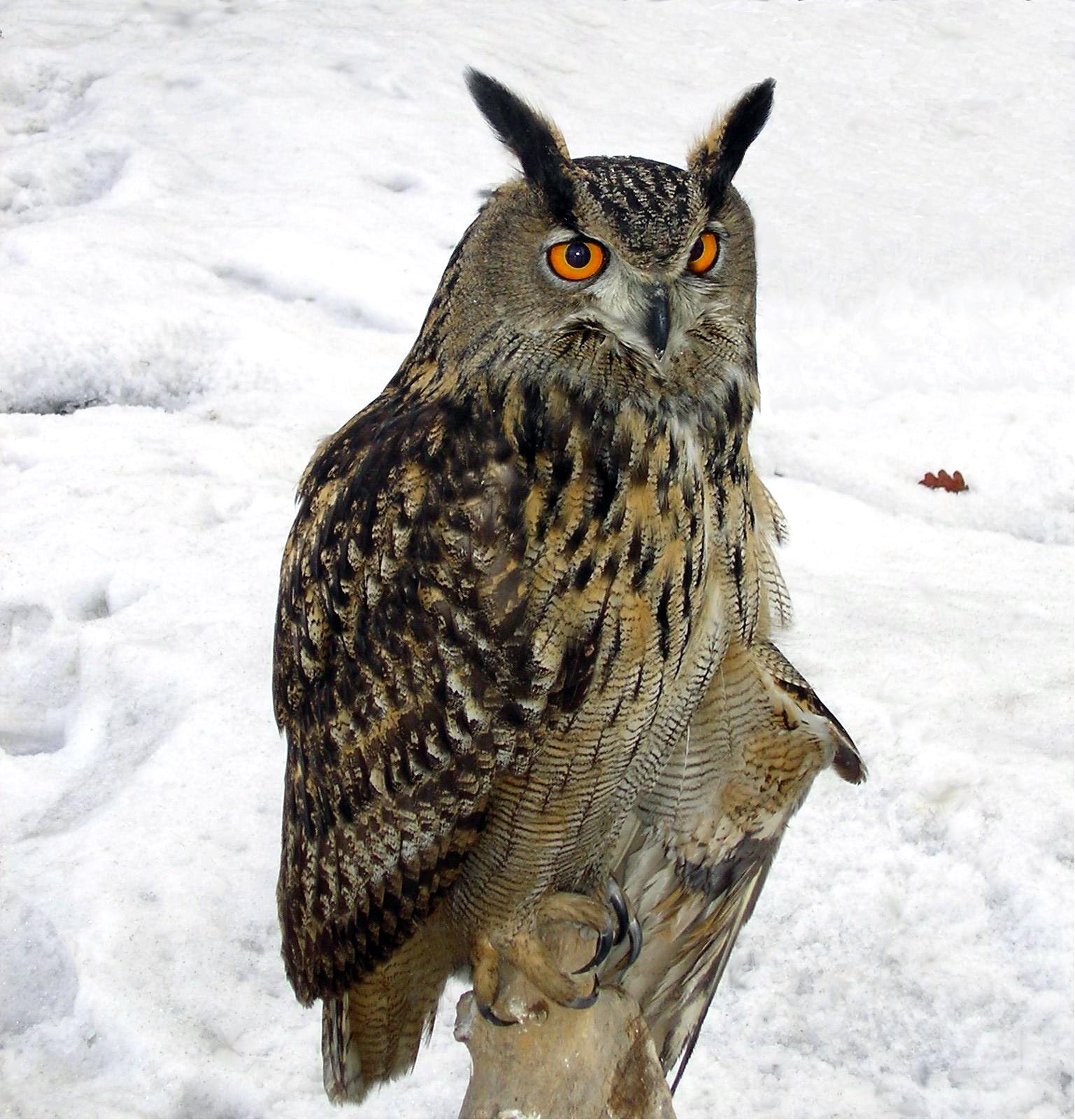
Пугач взимку
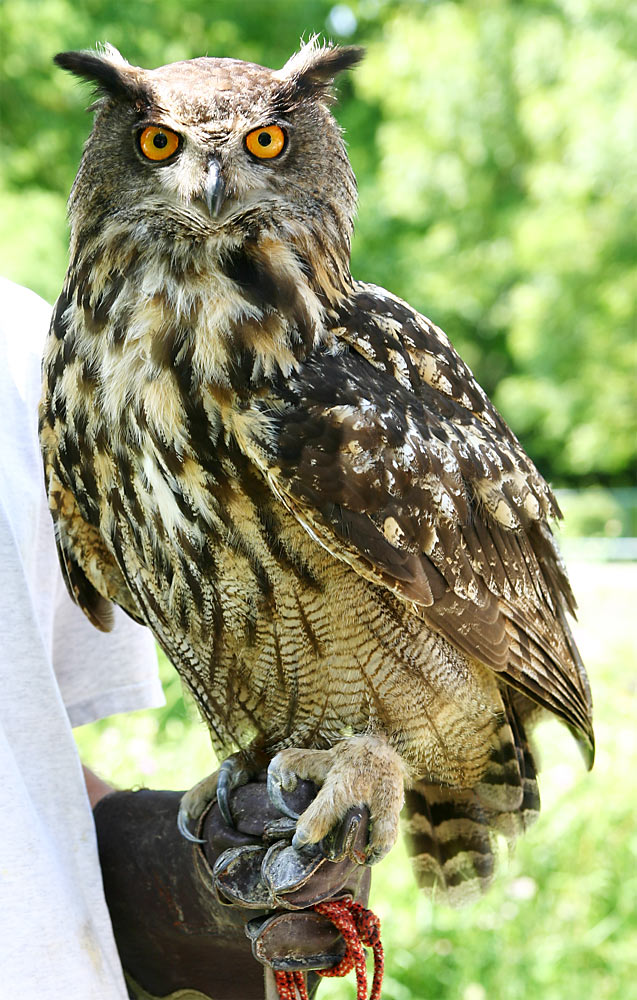
Дорослий птах
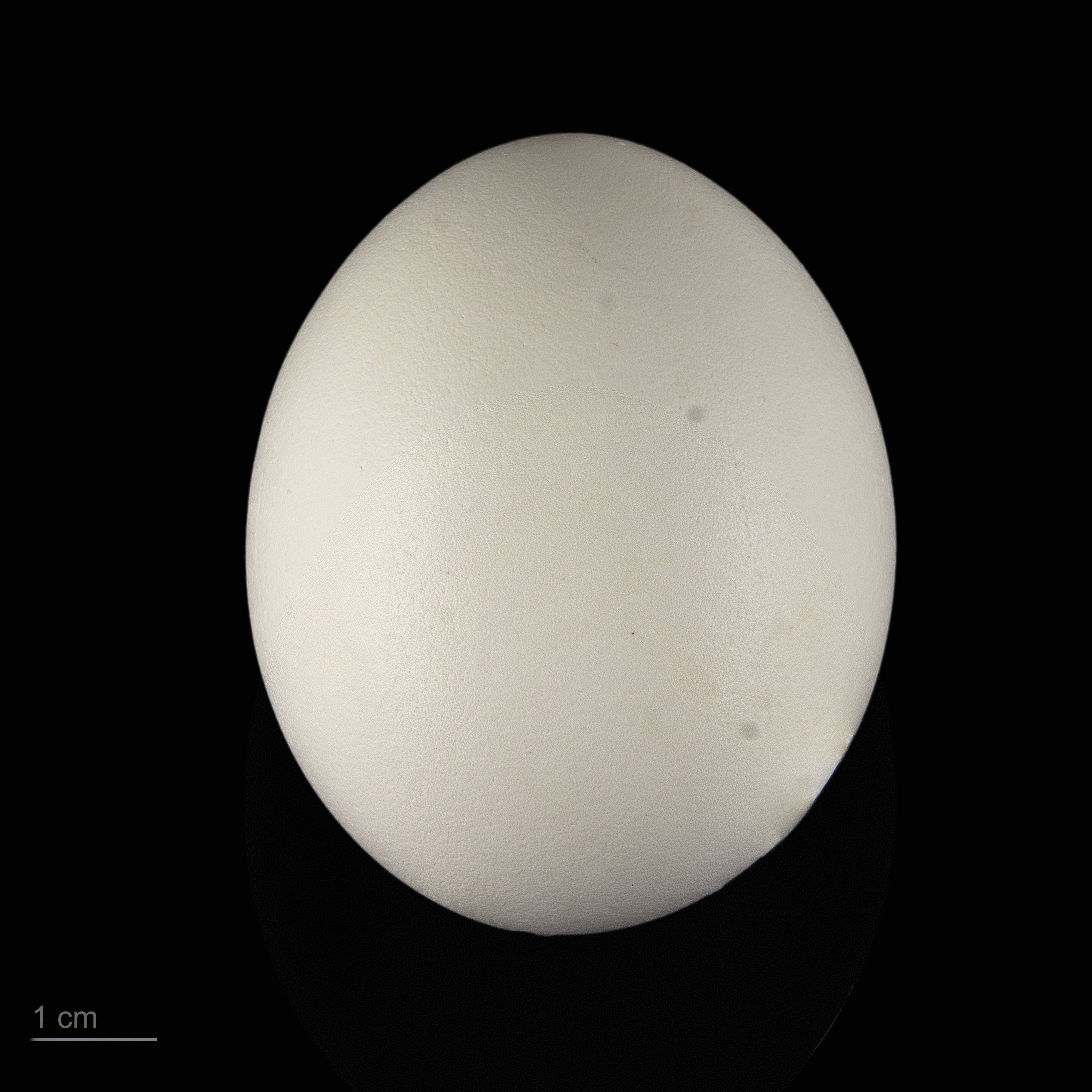
яйце Bubo bubo bubo -  Тулузький музей